# 速報!スポーツLIVE
『速報!スポーツLIVE』（そくほう スポーツライブ）は、2009年11月8日から2010年5月23日まで、テレビ朝日系列で毎週日曜日19:00 - 19:58（JST）に生放送されていたスポーツ番組である。ハイビジョン制作。

## 番組概要
テレビ朝日系列の日曜日19時台は、1990年代後半以降ヒット番組がほとんど出ない悩ましい時間帯であり、それまでにバラエティーやドキュメンタリーなど数多くの番組が制作されたが、どれもことごとく失敗に終わってきた。そこで新たな視聴者層を獲得するために業界では異例のスポーツ情報番組をゴールデンタイムに設置することが決められた。この枠でスポーツ番組が放送されたのは、テレビ朝日開局以来初めてのこととなった。
キャッチフレーズは「どこよりも早く、わかりやすいスポーツニュース」。この日やこの週に行われたスポーツ大会の結果・情報を紹介するほか、毎回特集が組まれた。2009年11月8日の初回放送では、初のスタジオ生出演となった斎藤佑樹が大石達也（どちらも当時早稲田大学野球部）とゲストで出演した。また2010年1月24日放送では石川遼と菊池雄星の同級生対談が放送された。
しかし、本番組もわずか13回で終了となった。該当時間帯は1か月の単発特番を経て、「シルシルミシル」の日曜版「シルシルミシルさんデー」が放送開始した。

## 出演者

### メインキャスター
- 清水俊輔（テレビ朝日アナウンサー）
- 本間智恵（同上、2010年4月 -）
- 堂真理子（同上、- 2010年3月）

### コメンテーター
レギュラーコメンテーター
- 古田敦也
- 浅田舞（2010年4月 - ）

ゲストコメンテーター
- 木佐彩子、清水宏保、星野仙一、桑田真澄、片岡安祐美、板東英二ほか

## コーナー
- スポーツ1週間
- フルタの方程式 ※関東ローカルで月1回放送されている『フルタの方程式』のスピンオフ企画

## 視聴率
- 全13回
  - 最高視聴率：7.9%（2010年1月24日放送分）
  - 最低視聴率：3.5%（2010年3月7日放送分）
  - 平均視聴率：5.69%

## ネット局
| 放送対象地域   | 放送局                      | 系列           | 放送日時           |
| -------------- | --------------------------- | -------------- | ------------------ |
| 関東広域圏     | テレビ朝日（EX） 【制作局】 | テレビ朝日系列 | 日曜 19:00 - 19:58 |
| 北海道         | 北海道テレビ（HTB）         | テレビ朝日系列 | 日曜 19:00 - 19:58 |
| 青森県         | 青森朝日放送（ABA）         | テレビ朝日系列 | 日曜 19:00 - 19:58 |
| 岩手県         | 岩手朝日テレビ（IAT）       | テレビ朝日系列 | 日曜 19:00 - 19:58 |
| 宮城県         | 東日本放送（KHB）           | テレビ朝日系列 | 日曜 19:00 - 19:58 |
| 秋田県         | 秋田朝日放送（AAB）         | テレビ朝日系列 | 日曜 19:00 - 19:58 |
| 山形県         | 山形テレビ（YTS）           | テレビ朝日系列 | 日曜 19:00 - 19:58 |
| 福島県         | 福島放送（KFB）             | テレビ朝日系列 | 日曜 19:00 - 19:58 |
| 長野県         | 長野朝日放送（abn）         | テレビ朝日系列 | 日曜 19:00 - 19:58 |
| 新潟県         | 新潟テレビ21（UX）          | テレビ朝日系列 | 日曜 19:00 - 19:58 |
| 静岡県         | 静岡朝日テレビ（SATV）      | テレビ朝日系列 | 日曜 19:00 - 19:58 |
| 石川県         | 北陸朝日放送（HAB）         | テレビ朝日系列 | 日曜 19:00 - 19:58 |
| 中京広域圏     | メ〜テレ（NBN）             | テレビ朝日系列 | 日曜 19:00 - 19:58 |
| 近畿広域圏     | 朝日放送（ABC）             | テレビ朝日系列 | 日曜 19:00 - 19:58 |
| 広島県         | 広島ホームテレビ（HOME）    | テレビ朝日系列 | 日曜 19:00 - 19:58 |
| 山口県         | 山口朝日放送（yab）         | テレビ朝日系列 | 日曜 19:00 - 19:58 |
| 香川県・岡山県 | 瀬戸内海放送（KSB）         | テレビ朝日系列 | 日曜 19:00 - 19:58 |
| 愛媛県         | 愛媛朝日テレビ（eat）       | テレビ朝日系列 | 日曜 19:00 - 19:58 |
| 福岡県         | 九州朝日放送（KBC）         | テレビ朝日系列 | 日曜 19:00 - 19:58 |
| 長崎県         | 長崎文化放送（NCC）         | テレビ朝日系列 | 日曜 19:00 - 19:58 |
| 熊本県         | 熊本朝日放送（KAB）         | テレビ朝日系列 | 日曜 19:00 - 19:58 |
| 大分県         | 大分朝日放送（OAB）         | テレビ朝日系列 | 日曜 19:00 - 19:58 |
| 鹿児島県       | 鹿児島放送（KKB）           | テレビ朝日系列 | 日曜 19:00 - 19:58 |
| 沖縄県         | 琉球朝日放送（QAB）         | テレビ朝日系列 | 日曜 19:00 - 19:58 |

## 備考
- 前番組『大人のソナタ』同様、正式開始時刻は18:59.30である。
- 2010年1月10日放送分は、石川遼が出場したアジア・ヨーロッパ対抗ゴルフ「ロイヤル・トロフィー選手権」の中継を行った。14時からの「サンデープレゼント」枠“特別編”では初日・2日目のダイジェストを、19時からの“2時間拡大枠”では最終日の模様を中継した。両放送とも番組レギュラー陣の出演は僅かで、実況の進藤潤耶と解説青木功による中継だった。これが本番組最初で最後の2時間SPである。
- 番組ホームページに謎のロボットのキャラクターが登場していたが、名前はおろか詳しい情報は一切公開されていない。
- VTRでは全体的に赤が強調されていたが、スタジオでは緑色が強調されたセットが組まれていた。